# Stanisław Gołąb
Stanisław Gołąb (* 26. Juli 1902 in Travnik, Bosnien und Herzegowina; † 30. April 1980 in Krakau) war ein polnischer Mathematiker der Krakauer Mathematikerschule. Sein Interesse galt hauptsächlich der affinen und der Differentialgeometrie.
Gołąb studierte Mathematik an der Jagiellonen-Universität, 1931 promovierte er mit einer Arbeit über projektive Geometrie und 1932 habilitierte er sich ebenda. Er war Professor an der Berg- und Hüttenakademie Krakau und an der Jagiellonen-Universität. Am 6. November 1939 wurde er im Rahmen der Sonderaktion Krakau von Deutschen verhaftet und bis 1940 in Breslau und im KZ Sachsenhausen inhaftiert. 
Nach Ende des Zweiten Weltkrieges wurde er 1946 zum außerordentlichen Professor an der Berg- und Hüttenakademie Krakau ernannt und zwei Jahre später zum ordentlichen Professor. Im Jahr 1949 wurde er Leiter der Abteilung für Differentialgeometrie am Mathematischen Institut der Polnischen Akademie der Wissenschaften. Im Jahr 1955 wurde er ordentlicher Professor an der Jagiellonen-Universität, wo er den Lehrstuhl für Geometrie innehatte. Bis 1962 lehrte er an der Bergbauakademie.